# Хинкепи, Джордж
Джордж Хинкепи (англ. George Hincapie) — единственный в истории американский велогонщик, который участвовал в пяти Олимпийских играх. Единственный, кто был соавтором всех семи побед Лэнса Армстронга. Он один из двух гонщиков, который восемь раз входил в состав команды, выигравшей Тур де Франс, что также является рекордом. Он сам финишировал на Тур де Франс 17 раз (с 1996 по 2012 годы).

## Биография
Джордж Энтони Хинкепи Гарсес родился 29 июня 1973 года в Квинсе, в Нью-Йорке в семье колумбийского эмигранта Рикардо Хинкепи.
В 1986 году вступил в , Century Road Club.
«Мы росли вместе с отцом, который путешествовал с нами по всей стране, присутствовал на гонках, — рассказывает Рич. — Он работал в United Airlines, поэтому передвигаться воздушным транспортом было наиболее доступно для нас. Моя мать также очень нас поддерживала, и для нас всегда все было готово до мелочей, чтобы мы могли беспокоиться только о своих тренировках».
В 14 лет он отправился в Olympic Training Center в Колорадо, и его карьера начала выстраиваться при всяческой поддержке — моральной и финансовой — родных. В категории юниоров младший Хинкепи выиграл около 300 гонок, завоевал 16 медалей, 10 национальных титулов, две медали чемпионатов мира (серебро и бронзу). «Джордж становился одним из лучших велогонщиков в мире», — говорит Рикардо.
В 1992 году Хинкепи-младший стал участником своих первых Олимпийских игр в Барселоне. Джордж перешёл в профессионалы, подписал контракт с Motorola Cycling Team и уехал в Европу.
Джордж выиграл два этапа на Туре Люксембурга и занял второе место в общем зачете. В 1997-м году Хинкепи перешёл в новую команду — американский коллектив US Postal Service под руководством Йохана Брюнеля.
1999 год
В том сезоне Хинкепи занял 9 место на Милан — Сан-Ремо, на Туре Фландрии остановился в шаге от двадцатки сильнейших, а на Париж-Рубе занял 4 место. Четвёртым он был и на гонке Гент-Вевельгем.
2000 год
Он стал шестым на Париж-Рубэ, отметился на спринтерских этапах недельных многодневок.
2001 год
В 2001 году он занял первое место в гонке Гент-Вевельгем. Хинкепи лишь на мгновение опередил Леона Ван Бона. «Вы знаете, как я нуждаюсь в победах, — заявил он тогда журналистам. — Прошло так много времени с тех пор, как я выигрывал. Я знаю, что я могу побеждать, у меня все должно быть правильно. Я надеюсь, что это означает много грядущих побед».
2002 год
Сезон 2002 года Хинкепи закончил на 7-м месте в зачете Кубка мира.
2003 год
Зимой у него начались проблемы с дыханием, врачи диагностировали респираторною инфекцию. Много времени ушло на то, чтобы просто поставить диагноз и найти врача, способного в короткие сроки поставить его на ноги. «Мое тело просто не работало правильно, и для меня было очень тяжело пройти через это». Рич Хинкепи рассказывал, что никогда не видел своего брата таким потерянным, как в тот период, и никогда Джордж не был так близок к завершению карьеры: ужасное состояние здоровья и полное отчаяние едва не заставили его опустить руки. Но ему все же удалось поправиться и вернуться в гонки к маю. Рич Хинкепи: «Если кто-то и может вернуться на пик формы за короткий срок, так это Джордж. Никто не работает тяжелее, чем он».
Когда гонщики US Postal Service вышли на подиум на Елисейских полях, чтобы принять командный приз, Джордж впервые увидел свою будущую жену — французскую модель Мелани.
2005 год

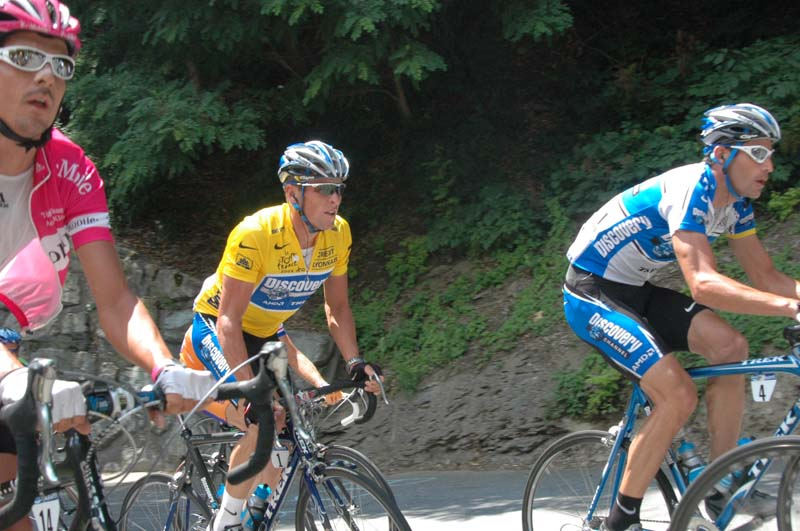
Джордж Хинкепи везёт Лэнса Армстронга к его седьмой победе на Тур де Франс

В феврале он выиграл классику Куурне-Брюссель-Куурне, в марте стал шестым в генерале Тиррено-Адриатико. Он занял 2 место на Париж-Рубе 2005. «Я мог только надеяться, что буду быстрее Боонена, — заявил Хинкепи после финиша. — Но у него куда больше сил. Я верил в себя, и я счастлив, что нахожусь среди сильнейших гонщиков. Я провел очень умную гонку. Я сделал все, что мог, и выложился так тяжело, как мог».
В июне он выиграл два этапа на Дофине Либере, став триумфатором пролога, а потом и заключительно этапа, разыграв победу из отрыва со своим товарищем по команде — Ярославом Поповичем. А месяц спустя выиграл этап на Тур де Франс.
Летом к Хинкепи пришли большие победы во Франции. В июне он выиграл два этапа на Дофине Либере, став триумфатором пролога, а потом и заключительно этапа, разыграв победу из отрыва со своим товарищем по команде — Ярославом Поповичем.
К тому моменту уже было известно, что это последний Тур Армстронга. И, когда Хинкепи выиграл горный этап, в прессе пошли разговоры, что именно он будет следующим капитаном команды, которая теперь называлась Discovery Channel, на Тур де Франс 2006. «Я пытаюсь осознать сейчас только одну вещь, — ответил Джордж. — Я только что выиграл величайшую гонку в моей жизни! Дайте мне подумать об этом и других вещах позже. Вы знаете, я работал на Лэнса в течение такого долгого времени, и для него сделать такое заявление просто удивительно; но если они захотят дать мне лидерство, я сделаю все, что смогу».
В августе того же года он праздновал победу на французской классике в Плуэ.
2006 год
В этом году Хинкепи выиграл несколько этапов на туре Калифорнии. На Гент-Вевельгем он стал пятым. Хинкепи отобрался в решающий отрыв, у него была идеальная позиция, так как он единственный из всех мог рассчитывать на поддержку товарища по команде — Владимир Гусев был рядом с ним. Но за 47 км до финиша на участке паве у его велосипеда Trek ломается рулевая колонка, и Джордж летит на булыгу, ломая ключицу. Хинкепи после второго этапа Тур Де Франс он даже стал лидером но занял лишь 32 место.
«Я был супер мотивирован, чтобы попробовать реализовать свои шансы на Туре. Но тогда я действительно увидел, каким особенным гонщиком был Лэнс. Когда вы боретесь за позицию каждый день и на каждом горном этапе, это отличается от того, как вы идете впереди на одном горном этапе и отсиживаетесь на другом. Это огромная разница», — сказал Хинкепи.
2007 год
Его последний год в Discovery Channel прошёл неудачно. Зимой 2007 года на Туре Калифорнии он сломал запястье.
На Тур Де Франс 2007 он был грегари в команде ведь были 2 солидера: Леви Лайфаймер и Альберто Контадор.
В этом году он перешёл HTC-Columbia.
«Это большая перемена. Сначала я сомневался в том, стоит ли мне менять команду, но в то же время мне было интересно, что ждет меня там. Я чувствовал, что мне нужна новая мотивация, новый старт».
2008 год и последующие
В этом сезоне он исполнял роль разгоняещего Марка Кавендиша, только на весенних и американских гонках он был капитаном…
А ещё одна погоня — за жёлтой майкой лидера на Тур де Франс 2009 — и вовсе закончилась драмой. На 14-м этапе до Безансона в отрыв ушла довольно многочисленная и представительная группа, из которой выиграл Сергей Иванов, и которая везла пелотону достаточно, чтобы «раздеть» пребывающего тогда в жёлтой майке Ринальдо Ночентини. Претендентом на общее лидерство был именно Хинкепи, который уже виртуально примерил почетное одеяние, когда за несколько километров группа включилась и стала догонять ничем не угрожающих грандам беглецов. В итоге на финише ему не хватило пяти секунд, чтобы сместить Ночентини с пьедестала. Главным ударом для Хинкепи было то, что преследование вела команда «Астана», за которую выступал его лучший друг, вернувшийся Лэнс Армстронг. Сам же Армстронг в свою очередь обвинил американцев из Garmin за то, что они лишили Хинкепи жёлтой майки. Этот эпизод вызвал большой скандал, пелотон решил, что Хинкепи заслуживал, чтобы ему отдали лидерство, и в то же время было много недовольных тем, как Армстронг по-хозяйски распоряжается судьбой жёлтой майки. Так или иначе, совершенно убитый этой ситуацией Хинкепи, поначалу даже отказался разговаривать с бывшим капитаном.
«Сейчас все абсолютно нормально. Я немного разочаровался в нем тогда, но это было сродни тому, как если бы я разочаровался в своем школьном друге, который увел у меня девушку, или что-то в этом роде. Сейчас мы что-то вроде семьи. Теперь, когда я смог обдумать все произошедшее, я знаю, что он действительно хотел видеть меня в желтой майке. Но было что-то, что не поддавалось его контролю и не дало этому произойти».
Осенью того же года он выиграл чемпионат США по велогонкам.
В 2012 году он отправился на рекордный 17-й Тур де Франс